# USS Taylor (DD-468)
«Тейлор» (англ. USS Taylor (DD-468) — військовий корабель, ескадрений міноносець типу «Флетчер» військово-морських сил США за часів Другої світової війни.
«Тейлор» був закладений 28 серпня 1941 року на верфі компанії Bath Iron Works у Баті, штат Мен, де 7 червня 1942 року корабель був спущений на воду. 28 серпня 1942 року він увійшов до складу ВМС США.
Під час Другої світової війни «Тейлор» отримав 15 бойових зірок, що віднесло її до числа найбільш нагороджених кораблів США Другої світової війни. Крім того, есмінець отримав дві бойові зірки за службу в Корейській війні та шість бойових зірок за службу у війні у В'єтнамі.

## Історія служби

### 1942
«Тейлор» почав свою кар'єру в Атлантичному флоті, у складі 20-ї ескадри міноносців. Есмінець почав виконувати завдання щодо супроводу конвоїв, які рушили вздовж узбережжя. Останній похід відбувся у середині листопада, коли він супроводжував трансатлантичний конвой до пункту рандеву неподалік від Касабланки. Перехід пройшов без подій, за винятком перехоплення іспанського торговельного судна SS Darro. Абордажна команда «Тейлора» доправила нейтральне судно до Гібралтару, щоб не дати йому можливості передати інформацію про конвой ворогу. На початку грудня «Тейлор» повернувся в Норфолк і залишався там до середини місяця.

#### Середземне море
На початку 1943 року есмінець діяв разом з крейсерами «Ліндер», «Гонолулу» та «Сент-Луїс» та дев'ятьма есмінцями увійшов до Оперативної групи флоту 36.1 (англ. Task Group 36.1)